# Johann Natterer
Johann Natterer (Laxemburgo, 9 de novembro de 1787 — Viena, 17 de junho de 1843) foi um naturalista e explorador austríaco.

## Biografia
Seu pai pai era o zoólogo Josef Natterer (1754-1823), e tinha um irmão, Joseph Natterer, Jr. (1776-1852), também um naturalista.
Depois de estudar química, anatomia, história natural e desenho, ele viajou pela Europa em 1806.
Em 1817 o imperador Francisco I da Áustria  financiou uma expedição ao Brasil por ocasião do casamento da sua filha Maria Leopoldina de Áustria com o príncipe herdeiro, Dom Pedro de Alcântara, que mais tarde viria a tornar-se imperador do Brasil. 
Natterer foi o zoólogo da expedição, juntamente com outros naturalistas, incluindo Johann Baptist von Spix e Carl Friedrich Philipp von Martius. Johann Natterer permaneceu na América do Sul, 18 anos, até 1835.
Não existem trabalhos publicados de suas expedições, e suas anotações  e o diário de viagem foram destruídos em um incêndio ocorrido em Viena, durante as revoluções de 1848. No documento contendo os dados coletados por Natterer e publicado póstumamente por August von Pelzeln, é descrita a espécie de peixe-boi-amazônico (Trichechus inunguis), cuja autoria é atribuída à Natterer.
Voltou à Áustria, com uma grande coleção de espécimes que hoje fazem parte da coleção com mais de 60.000 insetos do "Departamento Brasileiro" no "Naturhistorisches Museum".
O morcego Myotis nattereri (Kuhl, 1817), recebeu este em homenagem ao naturalista.
Está sepultado no Cemitério de São Marcos.

## Línguas descritas
Algumas línguas descritas por Natterer são:
- Língua urequena[5]
- Línguas aruaques
  - Língua mainatari
  - Língua wainumá
  - Língua cararí
  - Língua marawá
  - Língua yabahana
  - Língua parawana
  - Língua wirina
  - Língua katukina (yine)
  - Língua aroaqui